# ميلتون شيروود
ميلتون شيروود هو سياسي كندي، ولد في 28 يناير 1939. انتخب عضو الجمعية التشريعية لنيو برونزويك ‏.